# الدويرة (عبس)

تعديل مصدري - تعديل

الدويرة هي إحدى قرى عزلة قطبة بمديرية عبس التابعة لمحافظة حجة، بلغ تعداد سكانها 462 نسمة حسب تعداد اليمن لعام 2004.